# 拉代當鎮區
拉代當鎮區為緬甸若開邦實兌縣的鎮區。2014年人口111,974人，區域面積833平方公里。拉代當為該鎮區之首府。
2024年3月13日，若開軍宣佈對該鎮區的緬軍營部展開攻勢。